# Mychajło Hurka
Mychajło Petrowycz Hurka (ukr. Михайло Петрович Гурка; ur. 21 listopada 1975 we Lwowie) – ukraiński piłkarz, grający na pozycji napastnika, a wcześniej pomocnika.

## Kariera piłkarska

### Kariera klubowa
Wychowanek SDJuSzOR Karpaty Lwów. W 1992 rozpoczął karierę piłkarską w amatorskiej drużynie LAZ Lwów, z którą w 1993 debiutował w Mistrzostwach Ukrainy amatorów. Potem występował w rodzinnych Karpatach Lwów, skąd był wypożyczony do Hałyczyny Drohobycz. W 1996 został zaproszony do FK Lwów. Wiosną 1998 przeszedł do pierwszoligowej Worskły Połtawa. W grudniu 2000 powrócił do Karpat, ale występował przeważnie w drugiej, a nawet w trzeciej drużynie Karpat. Na początku 2003 został wypożyczony do Zakarpattia Użhorod, która wkrótce wykupił piłkarza. W tym zespole pełnił również funkcje kapitana drużyny. Kiedy latem 2006 klub spadł z Wyszczej Lihi, przeniósł się do Obołoni Kijów. W Obołoni również był wybrany na kapitana drużyny. W lipcu 2008 zgodził się na propozycję Witalija Kwarcianego zostać piłkarzem Wołyni Łuck. Podczas przerwy zimowej sezonu 2008/09 przeszedł do Desny Czernihów, gdzie przesiedział 8 meczów na ławce rezerwowych. Dlatego po zakończeniu sezonu w lipcu 2009 przeszedł do Nywy Tarnopol.

## Sukcesy i odznaczenia

### Sukcesy klubowe
- mistrz Pierwszej Lihi Ukrainy: 2004
- brązowy medalista Pierwszej Lihi Ukrainy: 2007, 2008

### Odznaczenia
- nagrodzony tytułem Mistrza Sportu Ukrainy: 2005